# 艾恩瑟尔图姆
艾恩瑟尔图姆是德国莱茵兰-普法尔茨州的一个市镇。总面积5.51平方公里，总人口825人，其中男性418人，女性407人（2011年12月31日），人口密度150人/平方公里。